# ココ・バンダウェイ
ココ・バンダウェイ（Coco Vandeweghe, 1991年12月6日 - ）は、アメリカ合衆国・ニューヨーク州ニューヨーク出身の女子プロテニス選手。自己最高ランキングはシングルス9位、ダブルス18位。これまでにWTAツアーでシングルス2勝、ダブルス2勝を挙げている。右利き、バックハンド・ストロークは両手打ち。身長185cm、体重70kg。

## 来歴
母親のタウナ・バンダウェイは元競泳選手で1976年モントリオールオリンピックに出場している。母の兄はNBAで活躍したキキ・バンダウェイである。母方の祖父のアーニー・バンダウェイもNBA選手であり、母方の祖母は1952年のミス・アメリカのコリーン・ケイ・ハッチンズである。
スポーツ一家に生まれたココ・バンダウェイは11歳でテニスを始め、2008年にプロに転向する。
2008年全米オープンで主催者推薦選手として4大大会に初出場し、1回戦で第2シードのエレナ・ヤンコビッチに 3-6, 1-6 で敗れた。ジュニアシングルスでは優勝している。
2010年8月の南カリフォルニア・オープンでは予選から勝ち上がり2回戦で当時9位のベラ・ズボナレワを 2-6, 7-5, 6-4 で破る殊勲を挙げベスト8に進出した。9月の東レ パン・パシフィック・オープン・テニストーナメントでも予選から勝ち上がりベスト8に進出している。11月のイタリアとのフェドカップ決勝にアメリカ代表として出場した。フランチェスカ・スキアボーネに 2-6, 4-6 、フラビア・ペンネッタに 1-6, 2-6 で敗れチームも1勝3敗で準優勝となった。
2012年7月のバンク・オブ・ウエスト・クラシックで予選から勝ち上がり初の決勝に進出した。決勝ではセリーナ・ウィリアムズに 5–7, 3–6 で敗れた。
2014年6月のトップシェルフ・オープンで2度目の決勝に進出した。鄭潔を 6–2, 6–4 で破りツアー初優勝を果たした。
2015年ウィンブルドン選手権では2回戦で第11シードのカロリナ・プリスコバ、3回戦で第22シードのサマンサ・ストーサー、4回戦で第6シードのルーシー・サファロバを破りベスト8に進出した。準々決勝では第4シードのマリア・シャラポワに 3-6, 7-6, 2-6 で敗れた。全米オープンではアンナ＝レナ・グローネフェルトと組んだダブルスでベスト4に進出している。
2016年全豪オープンではホリア・テカウと組んだ混合ダブルスで決勝に進出した。決勝ではエレーナ・ベスニナ&ブルーノ・ソアレス組に 4–6, 6–4, [5–10] で敗れ準優勝者になった。全米オープンではラジーブ・ラムと組んで混合ダブルス決勝に進出した。決勝ではラウラ・シグムント&マテ・パビッチ組に 4–6, 4–6 で敗れこちらも準優勝者となった。
2017年全豪オープンでは4回戦で第1シードのアンゲリク・ケルバー、準々決勝で第7シードのガルビネ・ムグルサを破りベスト4に進出した。準決勝では第13シードのビーナス・ウィリアムズに 6-7, 2-6, 3-6 で敗れた。全米オープンもベスト4に進出した。11月のWTAエリート・トロフィーで準優勝し、大会後のランキングで自己最高の10位となりトップ10入りを果たす。翌週のフェドカップ決勝ではベラルーシを相手にシングルスで2勝、ダブルスで1勝を挙げる活躍で、アメリカを17年ぶりのフェドカップ優勝に導いた。

## WTAツアー決勝進出結果

### シングルス: 6回 (2勝4敗)
| 大会グレード                  |
| ----------------------------- |
| グランドスラム (0–0)          |
| WTAファイナルズ (0–0)         |
| プレミア・マンダトリー (0–0)  |
| プレミア5 (0-0)               |
| WTAエリート・トロフィー (0-1) |
| プレミア (0–3)                |
| インターナショナル (2–0)      |

| 結果   | No. | 決勝日        | 大会               | サーフェス    | 対戦相手                     | スコア      |
| ------ | --- | ------------- | ------------------ | ------------- | ---------------------------- | ----------- |
| 準優勝 | 1.  | 2012年7月15日 | スタンフォード     | ハード        | セリーナ・ウィリアムズ       | 5–7, 3–6    |
| 優勝   | 1.  | 2014年6月21日 | スヘルトーヘンボス | 芝            | 鄭潔                         | 6–2, 6–4    |
| 優勝   | 2.  | 2016年6月12日 | スヘルトーヘンボス | 芝            | クリスティナ・ムラデノビッチ | 7–5, 7–5    |
| 準優勝 | 2.  | 2017年8月6日  | スタンフォード     | ハード        | マディソン・キーズ           | 6–7(4), 4–6 |
| 準優勝 | 3.  | 2017年11月5日 | 珠海               | ハード (室内) | ユリア・ゲルゲス             | 5–7, 1–6    |
| 準優勝 | 4.  | 2018年4月29日 | シュトゥットガルト | クレー        | カロリナ・プリスコバ         | 6–7(2), 4–6 |

### ダブルス: 5回 (4勝1敗)
| 結果   | No. | 決勝日        | 大会                 | サーフェス | パートナー                 | 対戦相手                                        | スコア              |
| ------ | --- | ------------- | -------------------- | ---------- | -------------------------- | ----------------------------------------------- | ------------------- |
| 優勝   | 1.  | 2016年3月19日 | インディアンウェルズ | ハード     | ベサニー・マテック＝サンズ | ユリア・ゲルゲス カロリナ・プリスコバ           | 4–6, 6–4, [10–6]    |
| 準優勝 | 1.  | 2016年8月21日 | シンシナティ         | ハード     | マルチナ・ヒンギス         | サニア・ミルザ バルボラ・ストリコバ             | 5–7, 4–6            |
| 優勝   | 2.  | 2017年8月6日  | スタンフォード       | ハード     | アピゲール・スピアーズ     | アリーゼ・コルネ アリシア・ロソルスカ           | 6–2, 6–3            |
| 優勝   | 3.  | 2018年4月1日  | マイアミ             | ハード     | アシュリー・バーティ       | バルボラ・クレシコバ カテリナ・シニアコバ       | 6-2, 6-1            |
| 優勝   | 4.  | 2018年9月9日  | 全米オープン         | ハード     | アシュリー・バーティ       | ティメア・バボシュ クリスティナ・ムラデノビッチ | 3–6, 7–6(2), 7–6(6) |

## 4大大会シングルス成績
略語の説明
| W | F | SF | QF | #R | RR | Q# | LQ | A | Z# | PO | G | S | B | NMS | P | NH |

W=優勝, F=準優勝, SF=ベスト4, QF=ベスト8, #R=#回戦敗退, RR=ラウンドロビン敗退, Q#=予選#回戦敗退, LQ=予選敗退, A=大会不参加, Z#=デビスカップ/BJKカップ地域ゾーン, PO=デビスカップ/BJKカッププレーオフ, G=オリンピック金メダル, S=オリンピック銀メダル, B=オリンピック銅メダル, NMS=マスターズシリーズから降格, P=開催延期, NH=開催なし.
| 大会           | 2008 | 2009 | 2010 | 2011 | 2012 | 2013 | 2014 | 2015 | 2016 | 2017 | 2018 | 通算成績 |
| -------------- | ---- | ---- | ---- | ---- | ---- | ---- | ---- | ---- | ---- | ---- | ---- | -------- |
| 全豪オープン   | A    | A    | 1R   | 1R   | LQ   | 1R   | LQ   | 3R   | 1R   | SF   | 1R   | 7–7      |
| 全仏オープン   | A    | A    | A    | 1R   | LQ   | 1R   | 2R   | 1R   | 2R   | 1R   |      | 2–6      |
| ウィンブルドン | A    | A    | A    | 1R   | 1R   | 1R   | 2R   | QF   | 4R   | QF   |      | 12–7     |
| 全米オープン   | 1R   | LQ   | 1R   | 2R   | 1R   | 2R   | 2R   | 2R   | 1R   | SF   |      | 9–8      |